# 斯洛伐克國家銀行
斯洛伐克國家銀行（NBS）是斯洛伐克的中央銀行，成立於1993年1月1日，主要任務是維持物價安定。斯洛伐克國家銀行是斯洛伐克克朗的發行單位。2009年1月1日，隨之斯洛伐克加入歐元區，斯洛伐克國家銀行的眾多機能交由歐洲中央銀行管理。

## 外部連結
- 官方網站 （页面存档备份，存于） （斯洛伐克文）（英文）